# Burhanuddin Rabbani
Pour les articles homonymes, voir Rabbani.
Burhanuddin Rabbani (dari : برهان الدين رباني), né le 20 septembre 1940 dans la province de Badakhchan et mort assassiné le 20 septembre 2011 dans un attentat suicide à Kaboul, est un homme d'État afghan, fondateur et chef du parti politique Jamiat-e Islami, l'un des partis de la résistance afghane contre les Soviétiques, d'inspiration islamiste et rassemblant surtout (mais pas exclusivement) des Tadjiks du Nord. Le commandant Ahmed Chah Massoud était, lui, responsable de la branche militaire de ce parti. Il est président de l'État islamique d'Afghanistan de 1992 à 2001.

## Biographie
Rabbani est originaire de la province du Badakhchan (Nord-Est). Après des études secondaires à l'école Abu Hanifa de Kaboul. Il rejoint l'université de Kaboul pour étudier le droit et la théologie islamique. Peu de temps après l'obtention de son diplôme en 1963, il est engagé comme professeur à l'université de Kaboul. Par la suite, il obtient en 1968 un master en philosophie islamique de l'université Al-Azhar au Caire.

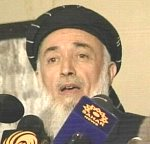
Rabbani en 2001.

Après la prise de Kaboul en 1992 par les moudjahiddines, il devient président de l'État islamique d'Afghanistan, puis est chassé en septembre 1996 par les Talibans. Il demeure en exil pendant cinq ans, période pendant laquelle son gouvernement continue d'être reconnu par la communauté internationale alors que le régime taliban contrôle effectivement le pays. En novembre 2001, après la chute du régime des Talibans, il revient à Kaboul mais n'exerce aucun pouvoir réel. Un mois plus tard, il est remplacé par l'administration intérimaire dirigée par Hamid Karzai.
En 2006, il prend la tête d'une coalition d'anciens et actuels hommes forts du pays, commandants de la résistance afghane contre les Soviétiques, anciens dirigeants communistes et de divers groupes sociaux et ethniques, qui prend le nom de Front national uni, et s'affirme rapidement comme la principale force d'opposition au gouvernement du président Hamid Karzai. Rassemblant plusieurs courants antagonistes sur les plans politique (moudjahiddines, anciens communistes et royalistes), ethnique (pachtounes/non pachtounes) et religieux (chiites/sunnites), cette coalition de seigneurs de la guerre semble être le groupement politique le plus significatif apparu en Afghanistan depuis le renversement des Talibans en 2001.
En 2009, il est nommé président du Haut conseil de paix chargé d'entamer des négociations avec les talibans.
Le 20 septembre 2011, Rabbani est assassiné dans un attentat-suicide à Kaboul ainsi que quatre de ses gardes du corps.